# Relações exteriores de Chipre
Chipre é um membro das Nações Unidas e a maior parte de suas agências assim como da Comunidade das Nações, Banco Mundial, Fundo Monetário Internacional e Conselho da Europa. Em adição, o país assinou o Acordo Geral de Tarifas e Comércio (GATT).